# Nice People
Nice People è un film muto del 1922 diretto da William C. de Mille. La sceneggiatura di Clara Beranger si basa sull'omonimo lavoro teatrale di Rachel Crothers andato in scena a Broadway il 3 marzo 1921.

## Trama

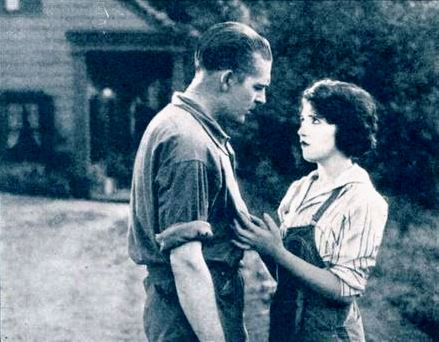
Wallace Reid e Bebe Daniels

Theodora Gloucester, chiamata familiarmente Teddy, è una ragazza moderna. Di famiglia benestante, fa parte della bella gente della cosiddetta età del jazz: adora divertirsi e spassarsela con gli amici infrangendo parecchie regole senza preoccuparsene troppo. Quando però si trova bloccata dal cattivo tempo in una fattoria insieme a Scotty White, uno dei suoi compagni di bagordi che, completamente ubriaco, oltrepassa i limiti, deve difendersi dalle sue non gradite attenzioni. Per fortuna, viene salvata dall'intervento di uno sconosciuto, il capitano Billy Wade, che per sfuggire alla tempesta ha trovato riparo nella stessa fattoria. Il mattino seguente, il ritrovamento della ragazza e di Billy, che hanno passato la notte insieme, provoca grande scandalo in famiglia e nella sua cerchia. Amareggiata e ferita per il comportamento dei suoi amici che, adesso, la evitano e la ignorano, Teddy si dà una regolata, accettando la proposta di matrimonio di Billy e, lasciandosi alle spalle i bagordi e le feste, diventa una tranquilla moglie tradizionalmente all'antica.

## Produzione
Il 10 gennaio 1922, Film Daily annunciava che la Famous Players-Lasky Corp. aveva acquisito i diritti di Nice People, la commedia di Rachel Crother, per produrne un film diretto da William C. de Mille. Sempre secondo lo stesso giornale nell'edizione del 15 febbraio, de Mille era arrivato a New York il giorno precedente per preparare il film insieme alla sceneggiatrice Clara Beranger.

## Distribuzione
Il copyright del film, richiesto dalla Famous Players-Lasky Corp., fu registrato il 25 luglio 1922 con il numero LP18094.

Negli Stati Uniti, il film fu distribuito dalla Famous Players-Lasky Corporation e Paramount Pictures il 4 settembre 1922 dopo essere stato presentato in prima a Los Angeles probabilmente il 2 luglio 1922.
Non si conoscono copie ancora esistenti della pellicola che viene considerata presumibilmente perduta.